# Elektronski uhvat
Elektronski uhvat se ponekad svrstava u beta raspad. Hideki Jukava sa suradnicima je 1936. predvidio da atomi bogati protonima u atomskom jezgru, mogu uhvatiti elektron iz prve K-ljuske elektronskog omotača, čime bi se proton promijenio u neutron, uz istovremeno zračenje neutrina.
Ako je razlika u energiji između neke radioaktivne tvari i novog kemijskog elementa u koji se ta radioaktivna tvar raspada, manja od 1,022 MeV, onda se ne stvara pozitron jer nema dovoljno energije raspadanja da bi se to dogodilo i onda se događa elektronski uhvat kao jedina mogućnost. Tako se na primjer rubidij-83 (37 protona i 46 neutrona) raspada u kripton-83 (36 protona i 47 neutrona) s elektronskim uhvatom, a energija raspadanja je oko 0,9 MeV. 
Treba zapaziti da se slobodni proton ne može mijenjati u slobodni neutron s elektronskim uhvatom. Proton i neutron moraju biti dio velike atomske jezgre da bi se to ostvarilo. Kod elektronskog uhvata, jedan elektron iz elektronskog omotača, obično iz K ili L elektronske ljuske, bude uhvaćen protonom iz atomske jezgre, stvarajući neutron i neutrino:
p + e- → n + νe
Budući da se proton pretvara u neutron kod elektronskog uhvata, broj neutrona kod takvog atoma se poveća za 1, a broj protona se smanji za 1, dok atomska masa ostaje nepromijenjena. Tako dolazi do nuklearne pretvorbe ili transmutacije, jer se radioaktivni atom pretvara u novi kemijski element. Iako je atom električki neutralan, on prelazi u pobuđeno stanje, jer jedan elektron nedostaje u elektronskom omotaču. Tada će elektron iz više ljuske preći u K ili L ljusku, a višak energije će stvoriti foton rendgenskog zračenja i/ili će se ostvariti Augerov efekt (foton se apsorbira na sustav pobuđivanjem sržnog elektrona u neko pobuđeno stanje. Sustav se relaksira emisijom drugog elektrona koji ima manju nuklearnu energiju vezanja (valentnog elektrona). Augerov efekt se razlikuje od ionizacije jer emitirani elektroni imaju točno određene kinetičke energije). 
Atom u pobuđenom stanju, nakon elektronskog uhvata, obično zrači gama-čestice da bi prešao u stabilno stanje.

## Povijest
Hideki Jukava sa suradnicima je 1936. predvidio da atomi bogati protonima u atomskoj jezgri, mogu uhvatiti elektron iz prve K-ljuske elektronskog omotača, čime bi se proton promijenio u neutron, uz istovremeno zračenje neutrina. Prvi put je elektronski uhvat u laboratoriju dobio Luis Alvarez, proučavajući vanadij-48. Nakon toga, sličnu pojavu je dobio s galijem-67 i nekim drugim nuklidima.

## Detalji elektronskog uhvata
2613Al + e- → 2612Mg + νe
5928Ni + e- → 5927Co + νe
4019K + e- → 4018Ar + νe
Treba napomenuti da je elektron u ovoj nuklearnoj reakciji zapravo vlastiti elektron iz atoma, a ne vanjski elektron. Takav atom će postati ioniziran. Pretpostavlja se da se takav postupak događa i kod eksplozija supernove.
Kemijske veze mogu isto potaknuti elektronski uhvat, ali u vrlo malom obimu, uglavnom manje od 1%, a ovisi i o blizini elektrona atomskoj jezgri. Tako na primjer kod berilija-7, postoji razlika ako je atom samostalan ili je vezan kao metal, a ta razlika je primijećena da iznosi i do 0,9%.

### Primjeri elektronskog uhvata
Neki radioaktivni izotopi koji prolaze kroz elektronski uhvat su:
| Radioaktivni izotop | Vrijeme poluraspada |
| ------------------- | ------------------- |
| Berilij-7           | 53,28 dana          |
| Argon-37            | 35,0 dana           |
| Kalcij-41           | 1,03 105 godina     |
| Titanij-44          | 52 godine           |
| Vanadij-49          | 337 dana            |
| Krom-51             | 27,7 dana           |
| Mangan-53           | 3,7 106 godina      |
| Kobalt-57           | 271,8 dana          |
| Nikal-56            | 6,10 dana           |
| Galij-67            | 3,26 dana           |
| Germanij-68         | 270,8 dana          |
| Selenij-72          | 8,5 dana            |